# 情熱の嵐
「情熱の嵐」（じょうねつのあらし）は、西城秀樹の5枚目のシングル。1973年5月25日にRCAから発売された。

## 解説
- 作詞・作曲・編曲は3作連続で、たかたかし、鈴木邦彦、馬飼野康二による[3]。
- 編曲の馬飼野康二がブラスロック・サウンドを大胆に取り入れ、見事にヒットに導いた。
- 本作で初めてオリコン週間チャートのベストテンに登場した[1][4]。3週後には最高位6位まで上昇し、24.6万枚のセールスを記録（100位内19週）、1973年度の年間シングルチャートでは第40位にランクインした[1][2]。
- この曲の冒頭で「♪君が望むなら～」と歌うと、客席のファンから「ヒデキー!!」とコールが起こるようになり、話題となった。
- 同時期には新御三家の郷ひろみ「裸のビーナス」、野口五郎「君が美しすぎて」もベストテンにランクインしている[1]。

## 収録曲
（全作詞：たかたかし／編曲：馬飼野康二）
1. 情熱の嵐
作曲：鈴木邦彦
2. 夏の日の出来事
作曲：羽根田武邦

## 「情熱の嵐」のカバー
- THE HIGH-LOWS - 『西城秀樹ROCKトリビュート KIDS WANNA ROCK!』収録、1997年
- 少年隊 - 『少年タイヤPresents SHONENTAI SELECT SONGS』収録、2001年
- 沼倉愛美 - 『THE IDOLM@STER STATION!!+ Monday Night Fever☆』収録、2014年
- 礼真琴 - 『Killer Rouge』収録、2018年

## 収録アルバム
- 『エキサイティング秀樹 - ちぎれた愛/情熱の嵐』